# 8:30
『8:30』（エイト・サーティ、直訳は「八時半」）は、アメリカのエレクトリック・ジャズ・バンド、ウェザー・リポートのアルバム。1979年にARC/コロムビア・レコードからリリースされた。基本的にライブ・アルバムではあるが、10〜13曲目はスタジオ録音を収録している。このアルバムにはさまざまな曲が収録されているが、特筆すべきはバンドの代表曲である「バードランド」のライヴ版が収録されているということである。このアルバムは「ベスト・ジャズ・フュージョン演奏」部門でグラミー賞を受賞した。

## 解説
タイトルの「8:30」は、午後8時30分から開演するというこのバンドの習慣から取ったものである。実際のツアーの際には、バンドは4人編成となっており、この4人で約2時間30分もの間演奏を続けなければならなかったため、各々のメンバーが、自分の名人芸を披露するためだけでなく、他のメンバーに休息を与えるためにもソロを取っていたのである。ウェイン・ショーターは、ステージ上で、サックスの代わりに時にはパーカッションを演奏したりもしている。また、スタジオ録音の中の一曲、カリプソの「ブラウン・ストリート」では、ジョー・ザヴィヌルの息子エリックが、ピーター・アースキン、ジャコ・パストリアスと一緒にパーカッションを演奏している。
「8:30ツアー」によって、ウェザー・リポートがかつてなく商業的に成功していることが明らかとなった。このツアーでは、演奏曲目は直近の商業的に成功した2枚のアルバムである『ブラック・マーケット』と『ヘヴィ・ウェザー』からの選曲に大きく偏ったものとなっていた。
ジャコ・パストリアスは有名なソロである「スラング」を演奏している。これは、循環するテープを使用して、ベースによるソロを複数組み合わせた演奏効果を作りだしたもので、途中、ジミ・ヘンドリックスの「Third Stone from the Sun」のメロディを弾いたり、自分自身のソロ・アルバムに収録されている「トレイシーの肖像」のメロディになったり、「サウンド・オブ・ミュージック」を弾いたりしている。ジャコは最後には、自分のベースをストラップで演奏して、ソロを終えている。
このアルバムはもともと両側に折り込みのあるジャケットの2枚組LPレコードとして発売されたが、CD再発の際には、1曲削って1枚のCDとして発売された。削られたのは「スカーレット・ウーマン」だった。
日本では、このアルバムは、初回発売時と同じ曲構成でCD2枚組として発売された。

## 収録曲
| #   | タイトル                                                                        | 作詞 | 作曲                                 |
| --- | ------------------------------------------------------------------------------- | ---- | ------------------------------------ |
| 1.  | 「ブラック・マーケット - "Black Market"」                                       |      | ザヴィヌル                           |
| 2.  | 「スカーレット・ウーマン - "Scarlet Woman"」                                    |      | ジョンソン/ショーター/ザヴィヌル     |
| 3.  | 「ティーン・タウン - "Teen Town"」                                              |      | パストリアス                         |
| 4.  | 「お前のしるし - "A Remark You Made"」                                          |      | ザヴィヌル                           |
| 5.  | 「スラング - "Slang"」(Bass Solo)                                               |      | パストリアス                         |
| 6.  | 「イン・ア・サイレント・ウェイ - "In A Silent Way"」                            |      | ザヴィヌル                           |
| 7.  | 「バードランド - "Birdland"」                                                   |      | ザヴィヌル                           |
| 8.  | 「サンクス・フォー・ザ・メモリー - "Thanks for the Memories"」                  |      | リーオ・ロビン、ラルフ・レインジャー |
| 9.  | 「バディア / ブギウギ・ワルツ・メドレー - "Badia/Boogie Woogie Waltz"」(Medley) |      | ザヴィヌル                           |
| 10. | 「8:30 - "8:30"」(スタジオ・セッション)                                         |      | ザヴィヌル                           |
| 11. | 「ブラウン・ストリート - "Brown Street"」(スタジオ・セッション)                 |      | ザヴィヌル/ショーター                |
| 12. | 「親のない子 - "The Orphan"」(スタジオ・セッション)                             |      | ザヴィヌル                           |
| 13. | 「サイトシーイング - "Sightseeing"」(スタジオ・セッション)                      |      | ショーター                           |

## パーソネル
- ジョー・ザヴィヌル (Joe Zawinul) - キーボード、アープ・クアドラ・シンセサイザー・ベース、コルグVC-10、シーケンシャル・サーキット プロフェット5、パーカッション
- ウェイン・ショーター (Wayne Shorter) - テナーサックス、ソプラノサックス
- ジャコ・パストリアス (Jaco Pastorius) - フレットレス・ベース、パーカッション&ドラム (「8:30」「ブラウン・ストリート」)
- ピーター・アースキン (Peter Erskine) - ドラム
- エリック・ザヴィヌル (Erich Zawinul) - パーカッション (「ブラウン・ストリート」)
- ウエスト・ロサンゼルス・クリスチャン・アカデミー・チルドレンズ・クワイア (The West Los Angeles Christian Academy Children's Choir) - ボーカル (「親のない子」)